# Vengeance froide
Pour plus de détails, voir Fiche technique et Distribution.
Vengeance froide (Heaven's Prisoners) est un film américano-britannique réalisé par Phil Joanou et sorti en 1996. Il s'agit d'une adaptation du roman Prisonniers du ciel (Heaven's Prisoners) de James Lee Burke, publié en 1988, faisant partie de la série mettant en scène Dave Robicheaux.
Le film reçoit des critiques globalement négatives et est un échec commercial.

## Synopsis
Dave Robicheaux, ancien inspecteur à la police criminelle de La Nouvelle-Orléans, vit dans les bayous avec sa femme Annie. Il s'est reconverti dans la vente d’articles de pêche après des déboires dus à l’alcool. Lors d’une sortie de plongée, un avion de tourisme s’abîme dans le lac Pontchartrain non loin de leur bateau. Dave plonge aussitôt pour porter secours à d’éventuels survivants et parvient à ramener une fillette à la surface.
Les autres occupants de l'avion sont morts dans l’accident ou noyés. La rescapée est traumatisée par l’accident et ne parle que l’espagnol. Elle s’avère être une immigrée salvadorienne, transportée clandestinement avec sa famille. Pris de compassion, Dave et Annie décident de garder l’orpheline auprès d’eux et la prénomment Alafair. Un agent de la DEA vient peu après interroger Dave Robicheaux sur ce qu’il a pu voir ou récupérer dans l’épave de l’avion. Son comportement est étrange et, lorsque l’agent des stups met en doute ses affirmations sur la disparition d’un des cadavres, l’ancien policier décide de mener sa propre enquête.
Grâce aux indications d'un barman louche et d’une ancienne strip-teaseuse, Robicheaux remonte jusqu’à Bubba Rocque, un de ses amis d’enfance devenu le caïd du trafic de drogue dans la région. L’avion convoyait également de la marchandise pour son compte. Malgré leurs divergences, Bubba Rocque a encore de l’amitié pour Dave mais il est pressé par la mafia, à laquelle il souhaite s’associer, de régler le problème. Annie Robicheaux est sauvagement assassinée et Robin, l’informatrice de Dave, est menacée de mort. Dave Robicheaux, anéanti, replonge dans l’alcool, mais quand Alafair est menacée à son tour, son désir de vengeance reprend le dessus.
Il découvre que c'est Claudette Rocque, l’épouse de Bubba, qui a tout orchestré. Cette belle fleur vénéneuse intriguait dans le dos de son mari, usant de son charme pour prendre le contrôle de ses affaires. Bubba la tue avant qu’elle n’abatte Dave, qui venait de la confondre, et n’intervient pas quand celui-ci appelle la police.

## Fiche technique
- Titre français : Vengeance froide
- Titre original : Heaven's Prisoners
- Réalisation : Phil Joanou
- Scénario : Harley Peyton et Scott Frank, d'après le roman Prisonniers du ciel de James Lee Burke
- Musique : George Fenton
- Photographie : Harris Savides
- Montage : William Steinkamp
- Producteurs : Leslie Greif, Andre Morgan, Albert S. Ruddy
- Société de production : PVM Entertainment, Savoy Pictures, The Rank Organisation, The Ruddy Morgan Organization, Thinkfactory Media
- Sociétés de distribution : Savoy Pictures / New Line Cinema (États-Unis), CTV International (France)
- Pays de production :  États-Unis,  Royaume-Uni
- Format : Couleur (Technicolor) — 35 mm — 1,85:1 — Son : Dolby Stereo
- Genre : drame, thriller, policier et néo-noir[1]
- Durée : 126 minutes
- Dates de sortie[2] :
  - États-Unis : 25 avril 1996 (USA Film festival)
  - États-Unis : 17 mai 1996
  - France : 24 juillet 1996
- Classification[3] :
  - États-Unis : R
  - France : tous publics avec avertissement

## Distribution
- Alec Baldwin (VF : Bernard Lanneau ; VQ : Pierre Auger) : Dave Robicheaux
- Kelly Lynch (VQ : Nathalie Coupal) : Annie Robicheaux
- Mary Stuart Masterson (VF : Déborah Perret ; VQ : Chantal Baril) : Robin Gaddis
- Eric Roberts (VF : Thierry Mercier ; VQ : Éric Gaudry) : Bubba Rocque
- Teri Hatcher (VF : Dominique Chauby ; VQ : Johanne Garneau) : Claudette Rocque
- Vondie Curtis-Hall (VF : Thierry Desroses ; VQ : Bernard Fortin) : Minos Dautrieve
- Badja Djola (VF : Daniel Kamwa) : Batiste
- Samantha Lagpacan : Alafair
- Joe Viterelli (VF : Michel Fortin ; VQ : Vincent Davy) : Didi Giancano
- Tuck Milligan (VF : Patrick Laplace ; VQ : François Sasseville) : Jerry Falgout
- Hawthorne James (VF : Tola Koukoui) : Victor Romero
- Don Stark (VF : Jean-Michel Farcy ; VQ : Benoît Rousseau) : Eddie Keats
- Carl A. McGee (VF : Jean-Jacques Nervest) : Toot
- Paul Guilfoyle : l'inspecteur Magelli
- Chuck Zito : Tony
- Anne Schedeen : la patronne du Jungle Room
- Kevin West

## Production
Le projet est initialement développé par Savoy Pictures et devait sortir à l'automne 1994. La faillite de la société repoussera le film de quelques années. Il sera finalement repris par New Line Cinema. Producteur délégué du film, l'acteur Alec Baldwin contacte le réalisateur Phil Joanou sur les conseils de sa compagne de l'époque, Kim Basinger, qui avait tourné Sang chaud pour meurtre de sang-froid (1992) avec lui.
Le tournage a lieu de mai à août 1994 et se déroule en Louisiane (La Nouvelle-Orléans, White Castle).
Le réalisateur Phil Joanou admettra plus tard en interview un film compliqué notamment en raison de problèmes politiques au sein du studio, en particulier après que Savoy Pictures ait vendu le film à New Line. Les dirigeants ont tenté de forcer le film à mettre fin à la production plus tôt et ont remplacé le monteur William Steinkamp, ce qui a incité Joanou à embaucher des avocats et à impliquer la Directors Guild of America. Celle-ci s'est rangée du côté du réalisateurs, mais les producteurs ont continué à interférer avec la production, l'empêchant de filmer un plan crucial révélant l'identité du méchant. Phil Joanou a donc finalement filmé ce plan lors du tournage d'un clip qu'il était en train de réaliser, après la fin de la production du film. Il a affirmé que les conflits avec les dirigeants l'avaient tellement distrait qu'il n'avait pas accordé toute son attention au film, et a exprimé un certain embarras quant à sa qualité, affirmant que l'expérience l'avait presque poussé à abandonner la réalisation.

## Accueil
Le film reçoit des critiques globalement négatives.
Côté box-office, les résultats sont également négatifs. Aux États-Unis, le film ne totalise que 5 009 305 $ pour un budget estimé à 25 millions de dollars. Il n'attire que 121 839 spectateurs dans les salles françaises,.

## Distinction
Teri Hatcher est nommée comme pire actrice dans un second rôle aux Razzie Awards 1997.

## Projet de suite
Alec Baldwin voulait reprendre le rôle de Dave Robicheaux dans un second film, adapté du roman Dixie City Jam. Cependant, les résultats au box-office du premier film mettront fin à l'idée.